# Brügger & Thomet APC
B&T APC (Advanced Police Carbine) — семейство огнестрельного оружия, разработанного и производимого компанией B&T (ранее известной как Brügger & Thomet) в Швейцарии. Анонсированная в 2011 году серия пистолетов-пулеметов использует стандартные боеприпасы 9 × 19 мм (APC9), .40 S&W (APC40), 10 мм Auto (APC10) и .45 ACP (APC45).

## История
Серия APC была разработана в 2000-х годах как современный пистолет-пулемет, производство которого было бы дешевле, чем карабины с промежуточным патроном, которые в этот период все чаще использовались в военных целях. До этого момента B&T продавала MP9 и имела опыт производства пистолетов-пулеметов, а также многолетние отзывы клиентов о возможных улучшениях. Первые B&T APC были выпущены в 2011 году.
В марте 2019 года B&T выпустила серию APC9 PRO, усовершенствование версии с безвозвратно-поступательной рукояткой заряжания и сменной пистолетной рукояткой, совместимой с рукоятками для семейства огнестрельного оружия типа AR-15. APC9 PRO оснащен дополнительными нижними ресиверами, позволяющими использовать магазины Glock или SIG Sauer P320.
29 марта 2019 года компания B&T получила контракт в рамках конкурса по соглашению о производстве малогабаритного оружия (P-OTA) армии США на свой пистолет-пулемет APC9K. Контракт на 2,6 миллиона долларов включал первоначальные 350 малогабаритных оружии (SCW) с возможностью увеличения количества до 1000 SCW, а также строп, руководств, аксессуаров и запчастей.

## Конструкция
В APC используется принцип работы отдачи свободного затвора. Добавление запатентованной гидравлической буферной системы на затыльнике ствольной коробки помогает контролировать отдачу. Более 50 % деталей APC взаимозаменяемы между различными платформами.
Верхняя часть ствольной коробки APC изготовлена из аэрокосмического сплава, а нижняя часть ствольной коробки, пистолетная рукоятка, магазин и приклад — из полимера. В APC используются те же магазины, что и в MP9.
Механический прицел APC состоит из регулируемого целика призрачного кольца и цилиндрической мушки. Прицельные приспособления можно сложить, когда они не используются, и они быстро выдвигаются при использовании. APC имеет ствол с закрытыми проушинами в стиле H&K MP5 и может быть оснащен быстросъемным глушителем или пламегасителем. Ствол APC45 по умолчанию поставляется с пламегасителем.
У APC такой же складной полимерный приклад, как и у гранатомета B&T GL-06. Узел спускового крючка фактически такой же, как у винтовки AR-15/M16, и допускает множество запасных частей после продажи. Все оружие, включая рукоятку заряжания, двустороннее, и его можно регулировать в зависимости от требований стрелка.

## Варианты
Пистолет-пулемет APC предлагается в нескольких вариантах. Стандартный пистолет-пулемет имеет длину ствола в 175 мм, а вариант карабина имеет 406 мм ствол для гражданского рынка. Все варианты доступны в калибрах 9 × 19 мм (APC9) и .45 ACP (APC45). Серия APC PRO может иметь различные варианты калибра, приклады, глушители, аксессуары, тренировочные версии и возможность принимать магазины Glock или SIG P320, предоставляя платформе обширную модульность для ее операторов.
- APC9 — базовая модель, в которой используются полимерная ствольная коробка, магазин и складной приклад. Может быть заряжен магазинами на 15, 20, 25 или 30 патронов.[10]
- APC9 G — APC9 с нижним ресивером, совместимым с магазинами пистолетов Glock .
- APC9 K — вариант APC9 с укороченным стволом.
- APC9-SD — вариант APC9 со встроенным глушителем .
- Карабин APC9 — гражданская версия APC9, способная стрелять только в полуавтоматическом режиме.[10]
- Карабин APC9-P — полицейская версия карабина APC9. Поставляется с более длинными цевьями и более длинным стволом.
- APC9 Sports Carbine — спортивная версия карабина APC9. Поставляется с более длинными цевьями и более длинным стволом.
- APC40 — версия APC9 калибра .40 S&W .
- APC10 — версия APC9 калибра 10 мм Auto.
- APC45 — версия APC9 калибра .45 ACP. Может вести только полностью автоматический огонь.
- APC45-SD — вариант APC45 со встроенным глушителем.

## Пользователи
| Страна            | Название организации                                               | Модель                    | Количество | Дата            | Ссылка        |
| ----------------- | ------------------------------------------------------------------ | ------------------------- | ---------- | --------------- | ------------- |
| Казахстан         | Арлан (спецподразделение МВД Казахстана)                           | APC9SD                    | -          | -               | -             |
| Аргентина         | Аргентинская армия Agrupacion de Fuerzas de Operaciones Especiales | APC9K, APC9SD, APC9 PRO G | 263        | 2020—2021       | [ 11 ] [ 12 ] |
| Бразилия          | Военная полиция штата Сан-Паулу                                    | АРС40 PRO                 | 1000       | декабрь 2020 г. | [ 13 ]        |
| Словакия          | Словацкая полиция Служба тюремной и судебной охраны                | APC9                      | 26+        | 2019            | [ 14 ]        |
| Соединенные Штаты | Армия США                                                          | APC9K                     | 350        | 2019            | [ 4 ] [ 15 ]  |
| Соединенные Штаты | ВВС США                                                            | APC9K                     | 65         | 2020            | [ 16 ] [ 17 ] |
| Соединенные Штаты | Полиция округа Вестчестер                                          | APC9SD                    | -          | 2019            | [ 18 ]        |
| Соединенные Штаты | Департамент полиции Майами-Бич                                     | APC9K PRO                 | -          | 2020            | [ 19 ] [ 20 ] |